# 矢橋透
矢橋 透（やばせ とおる、1957年 - ）は、日本のフランス演劇研究者、岐阜大学教育学部教授。

## 略歴
神奈川県鎌倉市生まれ。1980年筑波大学第二学群比較文化学類比較文学専攻卒、1987年同大学院文芸・言語研究科フランス文学博士課程満期退学、岐阜大学助手、1989年講師、1991年助教授、教授。2004年「仮想現実メディアとしての演劇 フランス古典主義芸術における<演技>と<視覚> 」で筑波大学文学博士。

## 著書
- 『劇場としての世界 フランス古典主義演劇再考』（水声社） 1996
- 『仮想現実メディアとしての演劇 フランス古典主義芸術における<演技>と<視覚>』（水声社） 2003
- 『演戯の精神史 バロックからヌーヴェルヴァーグまで』（水声社） 2008
- 『〈南仏〉の創出 癒しの文化史』（彩流社） 2011

## 翻訳
- 『フィギュール 3』（ジェラール・ジュネット、天野利彦共訳、風の薔薇・白馬書房、叢書記号学的実践） 1987
- 『犠牲に供された君主 ルイ十四世治下の演劇と政治』（J.-M.アポストリデス、平凡社、テオリア叢書） 1997
- 『崇高なるプッサン』（ルイ・マラン、みすず書房） 2000
- 『ルーダンの憑依』（ミシェル・ド・セルトー、みすず書房） 2008
- 『留まれ、アテネ』（ジャック・デリダ、みすず書房） 2009
- 『ヌーヴェル・ヴァーグの全体像』（ミシェル・マリ、水声社） 2014

## 論文
- Cinii